# Séries éliminatoires de la Coupe Stanley 1993
Année précédente Année suivante
Les séries éliminatoires de la Coupe Stanley 1993 font suite à la saison 1992-1993 de la Ligue nationale de hockey. Les Canadiens de Montréal remportent la 24e Coupe Stanley de leur histoire en battant en finale les Kings de Los Angeles sur le score de 4 matchs à 1.

## Arbres de qualification

### Tableau
L'équipe des Penguins de Pittsburgh, double détentrice de la Coupe Stanley, est favorite pour réaliser le triplé mais elle est éliminée dès le deuxième tour par les Islanders de New York.
|  | Quarts de finale d'association | Quarts de finale d'association | Quarts de finale d'association |   |            | Demi-finales d'association | Demi-finales d'association | Demi-finales d'association |  |    | Finales d'association | Finales d'association | Finales d'association |  |    | Finale de la Coupe Stanley | Finale de la Coupe Stanley | Finale de la Coupe Stanley |
|  |                                |                                |                                |   |            |                            |                            |                            |  |    |                       |                       |                       |  |    |                            |                            |                            |
|  | A1                             | Boston                         | 0                              |   |            |                            |                            |                            |  |    |                       |                       |                       |  |    |                            |                            |                            |
|  | A4                             | Buffalo                        | 4                              |   |            |                            |                            |                            |  |    |                       |                       |                       |  |    |                            |                            |                            |
|  | A4                             | Buffalo                        | 4                              |   | A4         | Buffalo                    | 0                          |                            |  |    |                       |                       |                       |  |    |                            |                            |                            |
|  |                                |                                |                                |   | A4         | Buffalo                    | 0                          |                            |  |    |                       |                       |                       |  |    |                            |                            |                            |
|  |                                | A3                             | Montréal                       | 4 |            |                            |                            |                            |  |    |                       |                       |                       |  |    |                            |                            |                            |
|  | A2                             | A3                             | Montréal                       | 4 | Québec     | 2                          |                            |                            |  |    |                       |                       |                       |  |    |                            |                            |                            |
|  | A2                             |                                |                                |   | Québec     | 2                          |                            |                            |  |    |                       |                       |                       |  |    |                            |                            |                            |
|  | A3                             | Montréal                       | 4                              |   |            |                            |                            |                            |  |    |                       |                       |                       |  |    |                            |                            |                            |
|  | A3                             | Montréal                       | 4                              |   |            |                            |                            |                            |  | A3 | Montréal              | 4                     |                       |  |    |                            |                            |                            |
|  | Association Prince de Galles   |                                |                                |   |            |                            |                            |                            |  | A3 | Montréal              | 4                     |                       |  |    |                            |                            |                            |
|  |                                | P3                             | Islanders de New York          | 1 |            |                            |                            |                            |  |    |                       |                       |                       |  |    |                            |                            |                            |
|  | P1                             | P3                             | Islanders de New York          | 1 | Pittsburgh | 4                          |                            |                            |  |    |                       |                       |                       |  |    |                            |                            |                            |
|  | P1                             |                                |                                |   | Pittsburgh | 4                          |                            |                            |  |    |                       |                       |                       |  |    |                            |                            |                            |
|  | P4                             | New Jersey                     | 1                              |   |            |                            |                            |                            |  |    |                       |                       |                       |  |    |                            |                            |                            |
|  | P4                             | New Jersey                     | 1                              |   | P1         | Pittsburgh                 | 3                          |                            |  |    |                       |                       |                       |  |    |                            |                            |                            |
|  |                                |                                |                                |   | P1         | Pittsburgh                 | 3                          |                            |  |    |                       |                       |                       |  |    |                            |                            |                            |
|  |                                | P3                             | Islanders de New York          | 4 |            |                            |                            |                            |  |    |                       |                       |                       |  |    |                            |                            |                            |
|  | P2                             | P3                             | Islanders de New York          | 4 | Washington | 2                          |                            |                            |  |    |                       |                       |                       |  |    |                            |                            |                            |
|  | P2                             |                                |                                |   | Washington | 2                          |                            |                            |  |    |                       |                       |                       |  |    |                            |                            |                            |
|  | P3                             | Islanders de New York          | 4                              |   |            |                            |                            |                            |  |    |                       |                       |                       |  |    |                            |                            |                            |
|  | P3                             | Islanders de New York          | 4                              |   |            |                            |                            |                            |  |    |                       |                       |                       |  | A3 | Montréal                   | 4                          |                            |
|  |                                |                                |                                |   |            |                            |                            |                            |  |    |                       |                       |                       |  | A3 | Montréal                   | 4                          |                            |
|  |                                | S3                             | Los Angeles                    | 1 |            |                            |                            |                            |  |    |                       |                       |                       |  |    |                            |                            |                            |
|  | N1                             | S3                             | Los Angeles                    | 1 | Chicago    | 0                          |                            |                            |  |    |                       |                       |                       |  |    |                            |                            |                            |
|  | N1                             |                                |                                |   | Chicago    | 0                          |                            |                            |  |    |                       |                       |                       |  |    |                            |                            |                            |
|  | N4                             | Saint-Louis                    | 4                              |   |            |                            |                            |                            |  |    |                       |                       |                       |  |    |                            |                            |                            |
|  | N4                             | Saint-Louis                    | 4                              |   | N4         | Saint-Louis                | 3                          |                            |  |    |                       |                       |                       |  |    |                            |                            |                            |
|  |                                |                                |                                |   | N4         | Saint-Louis                | 3                          |                            |  |    |                       |                       |                       |  |    |                            |                            |                            |
|  |                                | N3                             | Toronto                        | 4 |            |                            |                            |                            |  |    |                       |                       |                       |  |    |                            |                            |                            |
|  | N2                             | N3                             | Toronto                        | 4 | Détroit    | 3                          |                            |                            |  |    |                       |                       |                       |  |    |                            |                            |                            |
|  | N2                             |                                |                                |   | Détroit    | 3                          |                            |                            |  |    |                       |                       |                       |  |    |                            |                            |                            |
|  | N3                             | Toronto                        | 4                              |   |            |                            |                            |                            |  |    |                       |                       |                       |  |    |                            |                            |                            |
|  | N3                             | Toronto                        | 4                              |   |            |                            |                            |                            |  | N3 | Toronto               | 3                     |                       |  |    |                            |                            |                            |
|  | Association Campbell           |                                |                                |   |            |                            |                            |                            |  | N3 | Toronto               | 3                     |                       |  |    |                            |                            |                            |
|  |                                | S3                             | Los Angeles                    | 4 |            |                            |                            |                            |  |    |                       |                       |                       |  |    |                            |                            |                            |
|  | S1                             | S3                             | Los Angeles                    | 4 | Vancouver  | 4                          |                            |                            |  |    |                       |                       |                       |  |    |                            |                            |                            |
|  | S1                             |                                |                                |   | Vancouver  | 4                          |                            |                            |  |    |                       |                       |                       |  |    |                            |                            |                            |
|  | S4                             | Winnipeg                       | 2                              |   |            |                            |                            |                            |  |    |                       |                       |                       |  |    |                            |                            |                            |
|  | S4                             | Winnipeg                       | 2                              |   | S1         | Vancouver                  | 2                          |                            |  |    |                       |                       |                       |  |    |                            |                            |                            |
|  |                                |                                |                                |   | S1         | Vancouver                  | 2                          |                            |  |    |                       |                       |                       |  |    |                            |                            |                            |
|  |                                | S3                             | Los Angeles                    | 4 |            |                            |                            |                            |  |    |                       |                       |                       |  |    |                            |                            |                            |
|  | S2                             | S3                             | Los Angeles                    | 4 | Calgary    | 2                          |                            |                            |  |    |                       |                       |                       |  |    |                            |                            |                            |
|  | S2                             |                                |                                |   | Calgary    | 2                          |                            |                            |  |    |                       |                       |                       |  |    |                            |                            |                            |
|  | S3                             | Los Angeles                    | 4                              |   |            |                            |                            |                            |  |    |                       |                       |                       |  |    |                            |                            |                            |

### Demi-finales de division

#### Association Prince de Galles

##### Boston contre Buffalo
Buffalo gagne la série 4-0.
| 18 avril | Boston | 4-5 (pr) (0-2, 2-1, 2-1, 0-1) | Buffalo | 14 448 spectateurs |

| Feuille de match | Feuille de match | Feuille de match                    | Feuille de match | Feuille de match                      |
| ---------------- | --- | ----------------------------------- | --- | ------------------------------------- |
|                  | Juneau (Neely, Oates) — 27 min 20 s (SN) Neely (Juneau, Oates) — 34 min 42 s Neely (Juneau, Oates) — 55 min 44 s Heinze (Juneau) — 57 min | 0-1 0-2 1-2 2-2 2-3 2-4 3-4 4-4 4-5 | Hanna — 2 min 32 s Lafontaine (Moguilny) — 9 min 26 s Moguilny (Hawerchuk, Šmehlík) — 39 min 55 s Moguilny — 43 min 46 s Sweeney (Khmyliov, Šmehlík) — 71 min | Arbitrage : Koharski Knox, Lazarowich |
| Moog             | Gardiens | Fuhr                                | | Arbitrage : Koharski Knox, Lazarowich |
|                  | |                                     | | Arbitrage : Koharski Knox, Lazarowich |
| 32               | Tirs | 29                                  | | Arbitrage : Koharski Knox, Lazarowich |

| 20 avril | Boston | 0-4 (0-1, 0-2, 0-2) | Buffalo | 14 448 spectateurs |

| Feuille de match             | Feuille de match | Feuille de match | Feuille de match | Feuille de match                    |
| ---------------------------- | ---------------- | ---------------- | --- | ----------------------------------- |
|                              |                  | 0-1 0-2 0-3 0-4  | Presley — 4 min 27 s (IN) Wood (Houlder, Sweeney) — 8 min 7 s (SN) Moguilny (Lafontaine) — 25 min 3 s Hawerchuk (Carney, Šmehlík) — 54 min 48 s (SN) | Arbitrage : Knox Fraser, Lazarowich |
| Moog (25 h 3) Blue (34 h 57) | Gardiens         | Fuhr             | | Arbitrage : Knox Fraser, Lazarowich |
|                              |                  |                  | | Arbitrage : Knox Fraser, Lazarowich |
| 34                           | Tirs             | 25               | | Arbitrage : Knox Fraser, Lazarowich |

| 22 avril | Buffalo | 4-3 (pr) (2-1, 0-0, 1-2, 1-0) | Boston | 16 325 spectateurs |

| Feuille de match | Feuille de match | Feuille de match            | Feuille de match                                                                                             | Feuille de match                  |
| ---------------- | --- | --------------------------- | --- | --------------------------------- |
|                  | Moguilny (Lafontaine, Hawerchuk) — 1 min 33 s (SN) Khmyliov (Šmehlík, Hannan) — 4 min 42 s Sweeney (Khmyliov, Carney) — 54 min 56 s Khmyliov (Hawerchuk, Lafontaine) — 61 min 5 s (SN) | 1-0 2-0 2-1 2-2 3-2 3-3 4-3 | Bourque (Oates, Donato) — 17 min 33 s (SN) Smolinski (Oates) — 53 min 28 s Neely (Oates, Shaw) — 55 min 57 s | Arbitrage : Mccourt Shick, Bonney |
| Fuhr             | Gardiens | Blue                        | | Arbitrage : Mccourt Shick, Bonney |
|                  | |                             | | Arbitrage : Mccourt Shick, Bonney |
| 34               | Tirs | 34                          | | Arbitrage : Mccourt Shick, Bonney |

| 24 avril | Buffalo | 6-5 (pr) | Boston |  |

##### Québec contre Montréal
Montréal gagne la série 4-2.
| 18 avril | Québec | 3-2 (pr) | Montréal |  |

| 20 avril | Québec | 4-1 | Montréal |  |

| 22 avril | Montréal | 2-1 (pr) | Québec |  |

| 24 avril | Montréal | 3-2 | Québec |  |

| 26 avril | Québec | 4-5 (pr) | Montréal |  |

| 28 avril | Montréal | 6-2 | Québec |  |

##### Pittsburgh contre New Jersey
Pittsburgh gagne la série 4-1.
| 18 avril | Pittsburgh | 6-3 | New Jersey |  |

| 20 avril | Pittsburgh | 7-0 | New Jersey |  |

| 22 avril | New Jersey | 3-4 | Pittsburgh |  |

| 25 avril | New Jersey | 4-1 | Pittsburgh |  |

| 26 avril | Pittsburgh | 5-2 | New Jersey |  |

##### Islanders de New York contre Washington
New York gagne la série 4-2.
Le 6e match de la série entre les Capitals et les Islanders est marqué par une charge violente de Dale Hunter sur le meneur de New York, Pierre Turgeon, alors que celui-ci vient de marquer un but en 3e période, but qui s'avère être le but vainqueur du match et de la série. Hunter est ensuite suspendu pour 21 matchs.
| 18 avril | Washington | 3-1 | New York |  |

| 20 avril | Washington | 4-5 (2 pr) | New York |  |

| 22 avril | New York | 4-3 (pr) | Washington |  |

| 24 avril | New York | 4-3 (2 pr) | Washington |  |

| 26 avril | Washington | 6-4 | New York |  |

| 28 avril | New York | 5-3 | Washington |  |

#### Association Campbell

##### Chicago contre Saint-Louis
Saint-Louis gagne la série 4-0
| 18 avril | Chicago | 3-4 (0-1, 2-2, 2-0) | Saint-Louis |  |

| Feuille de match | Feuille de match                    | Feuille de match            | Feuille de match | Feuille de match |
| ---------------- | ----------------------------------- | --------------------------- | ---------------- | ---------------- |
|                  | Noonan (Larmer, Brown) — 8 min 17 s | 1-0 1-1 2-1 3-1 3-2 3-3 3-4 |                  |                  |
|                  |                                     |                             |                  |                  |
|                  |                                     |                             |                  |                  |
|                  |                                     |                             |                  |                  |

| 21 avril | Chicago | 0-2 | Saint-Louis |  |

| 23 avril | Saint-Louis | 3-0 | Chicago |  |

| 25 avril | Saint-Louis | 4-3 (pr) | Chicago |  |

##### Détroit contre Toronto
Toronto gagne la série 4-3
| 19 avril | Détroit | 6-3 | Toronto |  |

| 21 avril | Détroit | 6-2 | Toronto |  |

| 23 avril | Toronto | 4-2 | Détroit |  |

| 25 avril | Toronto | 3-2 | Détroit |  |

| 27 avril | Détroit | 4-5 (pr) | Toronto |  |

| 29 avril | Toronto | 3-7 | Détroit |  |

| 1er mai | Détroit | 3-4 (pr) | Toronto |  |

##### Vancouver contre Winnipeg
Vancouver gagne la série 4-2
| 19 avril | Vancouver | 4-2 | Winnipeg |  |

| 21 avril | Vancouver | 3-4 | Winnipeg |  |

| 23 avril | Winnipeg | 5-4 | Vancouver |  |

| 25 avril | Winnipeg | 1-3 | Vancouver |  |

| 27 avril | Vancouver | 3-4 (pr) | Winnipeg |  |

| 29 avril | Winnipeg | 3-4 (pr) | Vancouver |  |

##### Calgary contre Los Angeles
Los Angeles gagne la série 4-2
| 18 avril | Calgary | 3-6 | Los Angeles |  |

| 21 avril | Calgary | 9-4 | Los Angeles |  |

| 23 avril | Los Angeles | 2-5 | Calgary |  |

| 25 avril | Los Angeles | 3-1 | Calgary |  |

| 27 avril | Calgary | 4-9 | Los Angeles |  |

| 29 avril | Los Angeles | 9-6 | Calgary |  |

### Finales de divisions

#### Montréal contre Buffalo
Montréal gagne la série 4-0
| 2 mai | Montréal | 4-3 | Buffalo |  |

| 4 mai | Montréal | 4-3 (pr) | Buffalo |  |

| 6 mai | Buffalo | 3-4 (pr) | Montréal |  |

| 8 mai | Buffalo | 3-4 (pr) | Montréal |  |

#### Pittsburgh contre New York
New York gagne la série 4-3
| 2 mai | Pittsburgh | 2-3 | New York |  |

| 4 mai | Pittsburgh | 3-0 | New York |  |

| 6 mai | New York | 1-3 | Pittsburgh |  |

| 8 mai | New York | 6-5 | Pittsburgh |  |

| 10 mai | Pittsburgh | 6-3 | New York |  |

| 12 mai | New York | 7-5 | Pittsburgh |  |

| 14 mai | Pittsburgh | 3-4 (pr) | New York |  |

#### Toronto contre Saint-Louis
Toronto gagne la série 4-3
| 3 mai | Toronto | 2-1 (2 pr) | Saint-Louis |  |

| 5 mai | Toronto | 1-2 (2 pr) | Saint-Louis |  |

| 7 mai | Saint-Louis | 4-3 | Toronto |  |

| 9 mai | Saint-Louis | 1-3 | Toronto |  |

| 11 mai | Toronto | 5-1 | Saint-Louis |  |

| 13 mai | Saint-Louis | 2-1 | Toronto |  |

| 15 mai | Toronto | 6-0 | Saint-Louis |  |

#### Vancouver contre Los Angeles
Los Angeles gagne la série 4-2
| 3 mai | Vancouver | 5-2 | Los Angeles |  |

| 5 mai | Vancouver | 3-6 | Los Angeles |  |

| 7 mai | Los Angeles | 7-4 | Vancouver |  |

| 9 mai | Los Angeles | 2-7 | Vancouver |  |

| 11 mai | Vancouver | 4-3 (2 pr) | Los Angeles |  |

| 13 mai | Los Angeles | 5-3 | Vancouver |  |

### Finales d'Associations

#### Montréal contre New York
Montréal gagne la série 4-1
| 16 mai | Montréal | 4-1 | New York |  |

| 18 mai | Montréal | 4-3 (2 pr) | New York |  |

| 20 mai | New York | 1-2 (pr) | Montréal |  |

| 22 mai | New York | 4-1 | Montréal |  |

| 24 mai | Montréal | 5-2 | New York |  |

#### Toronto contre Los Angeles
Los Angeles gagne la série 4-3
| 17 mai | Toronto | 4-1 | Los Angeles |  |

| 19 mai | Toronto | 2-3 | Los Angeles |  |

| 21 mai | Los Angeles | 4-2 | Toronto |  |

| 23 mai | Los Angeles | 2-4 | Toronto |  |

| 25 mai | Toronto | 3-2 (pr) | Los Angeles |  |

| 27 mai | Los Angeles | 5-4 (pr) | Toronto |  |

| 29 mai | Toronto | 4-5 | Los Angeles |  |

### Finale de la Coupe Stanley
Montréal gagne la série 4-1 et la Coupe Stanley.
Lors du deuxième match de la série, alors que Los Angeles mène 2-1 et qu'il reste moins de deux minutes à jouer, Jacques Demers, entraîneur des Canadiens de Montréal, demande à l'arbitre Kerry Fraser de mesurer le bâton de Marty McSorley. Après mesure de la courbure de la lame, Fraser inflige une pénalité de deux minutes à McSorley pour crosse illégale. Lors de cette pénalité, Éric Desjardins marque son deuxième but de la rencontre, permet à son équipe d'égaliser à 2 buts partout et de jouer la prolongation. Moins d'une minutes après le début de celle-ci, c'est à nouveau Desjardins qui marque le but vainqueur. Les Canadiens reviennent à un match partout et Desjardins devient le premier défenseur de l'histoire à inscrire un coup du chapeau lors d'une finale de la Coupe Stanley.
| 1er juin | Montréal | 1-4 (1-1, 0-1, 0-2) | Los Angeles | Forum de Montréal 17 959 spectateurs |

| Feuille de match | Feuille de match   | Feuille de match    | Feuille de match | Feuille de match                              |
| ---------------- | ------------------ | ------------------- | --- | --------------------------------------------- |
|                  | Ronan — 18 min 9 s | 0-1 1-1 1-2 1-3 1-4 | Robitaille (Jitnik, Gretzky) — 3 min 3 s (SN) Robitaille (Blake, Gretzky) — 37 min 41 s (SN) Kurri (Gretzky, Granato) — 41 min 51 s Gretzky (Sandström) — 58 min 2 s (CV) | Arbitrage : Gauthier Vanhellemond, Scapinello |
| Hrudey           | Gardiens           | Roy                 | | Arbitrage : Gauthier Vanhellemond, Scapinello |
|                  |                    |                     | | Arbitrage : Gauthier Vanhellemond, Scapinello |
| 32               | Tirs               | 38                  | | Arbitrage : Gauthier Vanhellemond, Scapinello |

| 3 juin | Montréal | 3-2 (pr) (1-0, 0-1, 1-1, 1-0) | Los Angeles | Forum de Montréal 17 959 spectateurs |

| Feuille de match | Feuille de match | Feuille de match    | Feuille de match                                                   | Feuille de match                       |
| ---------------- | --- | ------------------- | ------------------------------------------------------------------ | -------------------------------------- |
|                  | Desjardins (Damphousse, Lebeau) — 18 min 31 s Desjardins (Damphousse, Schneider) — 58 min 47 s (SN) Desjardins (Brunet, Ronan) — 60 min 51 s | 1-0 1-1 1-2 2-2 3-2 | Taylor — 25 min 12 s (IN) Conacher (taylor, Granato) — 48 min 32 s | Arbitrage : Fraser Collins, Scapinello |
| Roy              | Gardiens | Hrudey              |                                                                    | Arbitrage : Fraser Collins, Scapinello |
|                  | |                     |                                                                    | Arbitrage : Fraser Collins, Scapinello |
| 41               | Tirs | 24                  |                                                                    | Arbitrage : Fraser Collins, Scapinello |

| 5 juin | Los Angeles | 3-4 (pr) (0-1, 3-2, 0-0, 0-1) | Montréal | 16 005 spectateurs |

| Feuille de match | Feuille de match                                                                                         | Feuille de match            | Feuille de match | Feuille de match                       |
| ---------------- | --- | --------------------------- | --- | -------------------------------------- |
|                  | Robitaille (Gretzky, Sandström) — 27 min 52 s Granato — 31 min 2 s Gretzky (Donnely, Hardy) — 37 min 7 s | 0-1 0-2 0-3 1-3 2-3 3-3 3-4 | Bellows (Haller, Muller) — 10 min 26 s (SN) Dionne (Keane, Lebeau) — 22 min 41 s Schneider (Carbonneau) — 23 min 2 s Leclair (Muller, Bellows) — 60 min 34 s | Arbitrage : Scapinello Gregson, Bonney |
| Hrudey           | Gardiens                                                                                                 | Roy                         | | Arbitrage : Scapinello Gregson, Bonney |
|                  | |                             | | Arbitrage : Scapinello Gregson, Bonney |
| 33               | Tirs | 36                          | | Arbitrage : Scapinello Gregson, Bonney |

| 7 juin | Los Angeles | 2-3 (pr) (0-1, 2-1, 0-0, 0-1) | Montréal | 16 005 spectateurs |

| Feuille de match | Feuille de match                                                                   | Feuille de match    | Feuille de match                                                                             | Feuille de match                           |
| ---------------- | ---------------------------------------------------------------------------------- | ------------------- | -------------------------------------------------------------------------------------------- | ------------------------------------------ |
|                  | Donnelly (Granato) — 26 min 33 s Mcsorley (Gretzky, Robitaille) — 39 min 55 s (SN) | 0-1 0-2 1-2 2-2 2-3 | Muller — 10 min 57 s Damphousse (Keane, Desjardins) — 25 min 24 s (SN) Leclair — 74 min 37 s | Arbitrage : Gauthier Vanhellemond, Collins |
| Hrudey           | Gardiens                                                                           | Roy                 |                                                                                              | Arbitrage : Gauthier Vanhellemond, Collins |
|                  |                                                                                    |                     |                                                                                              | Arbitrage : Gauthier Vanhellemond, Collins |
| 42               | Tirs                                                                               | 39                  |                                                                                              | Arbitrage : Gauthier Vanhellemond, Collins |

| 9 juin | Montréal | 4-1 (1-0, 2-1, 1-0) | Los Angeles | Forum de Montréal 17 959 spectateurs |

| Feuille de match | Feuille de match | Feuille de match    | Feuille de match                            | Feuille de match                       |
| ---------------- | --- | ------------------- | ------------------------------------------- | -------------------------------------- |
|                  | Di Pietro (Leeman, Leclair) — 15 min 10 s Muller (Damphousse, Odelein) — 23 min 51 s Lebeau (Keane, Leclair1) — 31 min 31 s (SN) Di Pietro (Dionne, Odelein) — 52 min 6 s | 1-0 1-1 2-1 3-1 4-1 | Mcsorley (Carson, Robitaille) — 22 min 40 s | Arbitrage : Gregson Bonney, Scapinello |
| Roy              | Gardiens | Hrudey              |                                             | Arbitrage : Gregson Bonney, Scapinello |
|                  | |                     |                                             | Arbitrage : Gregson Bonney, Scapinello |
| 29               | Tirs | 19                  |                                             | Arbitrage : Gregson Bonney, Scapinello |

## Émeute après la victoire des Canadiens
Après la victoire des Canadiens, une émeute éclate au centre-ville de Montréal.